# Ernst J. Martin

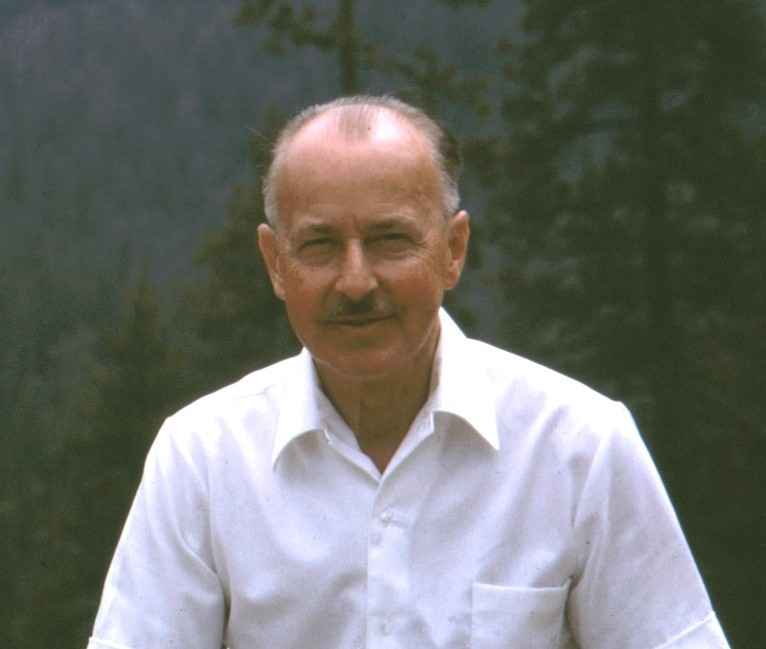
Ernst J. Martin

Ernst J. Martin (* 20. September 1900 in Kassel; † 31. März 1967 in Kaldenkirchen) war ein deutscher Dendrologe, Autor, Naturschützer und Zahnarzt.

## Leben
Ernst Josef Martin war der Sohn eines Rechtsanwalts aus Kassel; er studierte Zahnmedizin in Würzburg und Freiburg; danach wanderte er in die USA aus, wo er zunächst in Kalifornien und später mehrere Jahre lang auf den Aleuten (Inselkette in Alaska) tätig war. Er führte in staatlichem Auftrag zahnärztliche Untersuchungen bei den Einheimischen im Süden von Neumexiko und bei den Eskimos auf den zu Alaska gehörenden Inseln durch. Nach Deutschland zurückgekehrt, heiratete er 1935 die Zahnärztin Illa (Sybilla) Kesselburg, mit der er eine gemeinsame Praxis in Kaldenkirchen eröffnete.
Er war wie seine Frau botanisch sehr interessiert; beide begannen nach dem Zweiten Weltkrieg, intensiv ihren dendrologischen Neigungen nachzugehen. 1947 brannte der Kaldenkirchener Grenzwald völlig ab; übrig blieb reiner Sandboden, der die Äcker mit Sandflug bedrohte. Ernst J. Martin regte die am 14. November 1949 erfolgte Gründung der Waldwirtschaftsgemeinschaft Kaldenkirchen (WWG) an, in der sich fast alle Bauern mit ihren etwa 5000 kleinen Waldparzellen zusammenschlossen und half bei der Organisation einer beispielhafte Wiederaufforstung unter nachkriegsbedingt schwierigen Bedingungen mit.

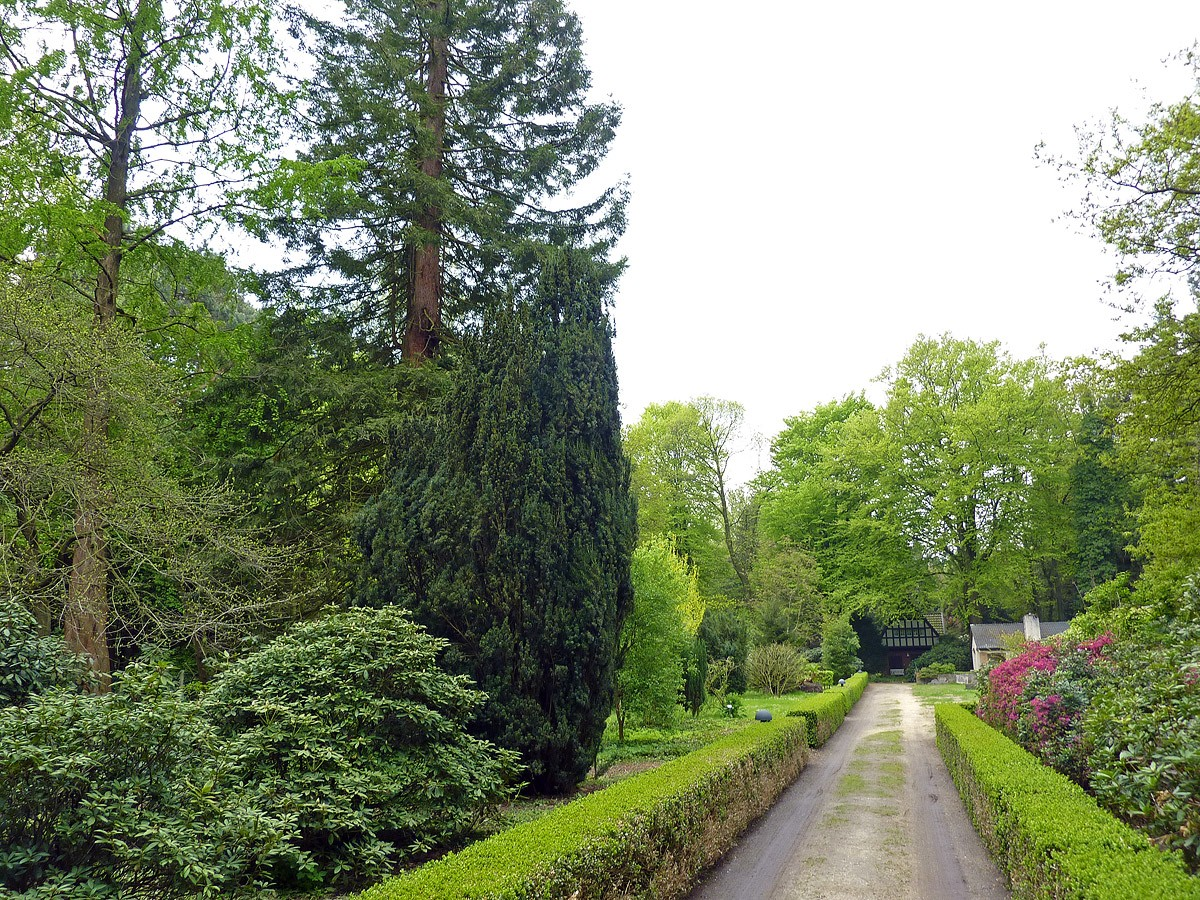
Eingangsbereich der Sequoiafarm Kaldenkirchen

1951 gründete das Ehepaar Martin die Sequoiafarm Kaldenkirchen. Es ließ sich aus den USA Samen vom Riesenmammutbaum (Sequoiadendron giganteum) schicken. Bereits 1953 wurden mit Unterstützung der Deutschen Forschungsgemeinschaft 1500 zweijährige Exemplare des Riesenmammutbaums neben Küstenmammutbäumen (Sequoia sempervirens) und anderen Arten gepflegt. Ein Forschungsziel war, die Möglichkeiten für die Einführung dieser Bäume in die deutsche Forstwirtschaft zu prüfen. Heute ist die Sequoia-Farm ein bekanntes Arboretum mit über 600 Gehölzarten. 1962 folgte er einer Einladung der amerikanischen Regierung in die ursprünglichen Sequoia-Wälder der Sierra Nevada.
Das Ehepaar hatte zwei Söhne und eine Tochter, den Autor und Liedermacher Erik Martin, den Landschaftsarchitekten Reiner Martin und die Juristin und Sachverständige Helge Breloer.
Ernst J. Martin war Mitglied der Schutzgemeinschaft Deutscher Wald und Ratsmitglied der Deutschen Dendrologischen Gesellschaft. Er starb 1967. 1983 wurde in Nettetal nach ihm und seiner Frau der „Dr. Martin Weg“ benannt.

## Schriften
- 170 Grad West von Greenwich. Grenzlandverlag Hollands, Aachen 1947.
- Untergang und Wiederaufbau des Kaldenkirchener Grenzwaldes. In: Fredeburger Schriftenreihe, Band: Naturschutz und Landschaftspflege in NRW. Henn. Ratingen, 1951.
- Der Grenzwald. In: Heimatbuch des Grenzkreises Kempen-Krefeld. Kempen 1951.
- Landschaftsgestaltung durch Aufforstung in den Grenzgebieten. In: Der Niederrhein. Band 1/1953, 1953, ISSN 0342-5673.
- Mammutbäume in der deutschen Forstwirtschaft? In: Die Umschau in Wissenschaft und Technik. 1954, ISSN 0041-6347.
- Sequoia – eine gehölzkundliche Betrachtung. In: Holz-Zentralblatt. Band 83, 1955, ISSN 0018-3792.
- Neoplastisches Wachstum bei Sequoiadendron giganteum. In: Phytopathologische Zeitschrift. Band 30. Parey, 1957, ISSN 0031-9481.
- Grenzwald am Niederrhein. In: Unser Wald. Band 6, 1957, ISSN 0935-7017.
- Die Sequoien und ihre Anzucht. In: Jahrbuch der Deutschen Dendrologischen Gesellschaft. Band 60, 1957.
- Waldwirtschaftsgemeinschaft Kaldenkirchen. In: Der Waldbauer. Band 18, 1957.
- Die Evolution von Baum und Mensch im Strahlungsfeld der Eiszeiten. In: Jahrbuch der Dendrologische Gesellschaft. Band 61. Stuttgart 1959.
- Robert W. Service. Ein in Deutschland zu Unrecht unbekannter kanadischer Dichter und Schriftsteller sowie Übersetzungen seiner Balladen. Postum in: Muschelhaufen/gwf Nr. 15, Viersen 1969.

## Auszeichnungen
- 1955: Ehrennadel der Schutzgemeinschaft Deutscher Wald
- 1958: Große silberne Plakette der Landwirtschaftskammer Rheinland